# Natalie Vertiz
Natalie Diane Vértiz Gonzales (Lima, 29 settembre 1991) è una modella peruviana, incoronata Miss Perù 2011, tenuto il 25 giugno 2011 a Callao, dove ha anche ottenuto i titoli di Best Body e Miss Silhouette.
Natalie Vertiz ha rappresentato la propria nazione al concorso di bellezza internazionale Miss Universo 2011, che si è tenuto a São Paulo, in Brasile, il 12 settembre 2011.
In precedenza la modella peruviana aveva inoltre partecipato a Nuestra Belleza Latina 2010 e nella terza stagione del reality show statunitense Model Latina, dove alla fine si è classificata al quinto posto.